# Forum rzymskie w Atenach

Panorama Agory rzymskiej z Wieżą Wiatrów

Forum rzymskie lub Agora rzymska – starożytny rynek miejski znajdujący się w Atenach, wytyczony w okresie panowania rzymskiego.
Forum położone jest przy północnym stoku Akropolu, w odległości około 150 m na wschód od Agory greckiej. Zostało oddane do użytku za panowania cesarza Augusta, około 10 roku p.n.e. Jego wytyczenie było spowodowane czynnikami praktycznymi – w czasach rzymskich dotychczasowa Agora, zapełniona pomnikami, przestała bowiem pełnić swoją dotychczasową funkcję i miastu potrzebny był nowy plac centralny.
Forum miało postać prostokątnego placu o wymiarach około 98×111 m, zorientowanego wzdłuż osi wschód-zachód. Otoczone było portykami, w których znajdowały się sklepy. Na teren rynku wchodziło się poprzez dwie monumentalne bramy, zlokalizowane po jego wschodniej i zachodniej stronie. Na bramie zachodniej zachowały się dwie inskrypcje. Jedna zawiera dedykację cesarza Augusta, poświęcającą nowo wybudowane forum bogini Atenie. Druga to rozporządzenie podatkowe cesarza Hadriana, dotyczące handlu oliwą. Do forum przylegają dwie budowle wzniesione w czasach rzymskich: Wieża Wiatrów oraz biblioteka ufundowana przez cesarza Hadriana.
Praca wykopaliskowe na forum prowadzili Boetticher (1862), Koumanoudes (1890), Kastriotis i Filadelfeus (1910), Kourouniotis i Stawropoullos (1930-1931) oraz Platon (1965). W 1942 roku zrekonstruowano fragment kolumnady na południowej stronie rynku. Obecnie odsłonięta jest tylko część dawnego forum, jego północna pierzeja jest bowiem zabudowana – stoją tam kościół, turecki meczet oraz współczesne budynki mieszkalne.